# 伊野商業前停留場
伊野商業前停留場（日语：／ Inoshogyo mae teiryūjō */?），是位於高知縣吾川郡伊野町，土佐電交通伊野線的電車站。

## 歷史
此電車站在1907年（明治40年），伊野線枝川至伊野之間開通而啟用，當時電車站名為挾間橋停留場（日语：／）。在高知縣立伊野商業高等學校開校同時，此電車站於1963年（昭和38年）改名為伊野商業前。
- 1907年（明治40年）11月7日 - 土佐電氣鐵道挾間橋停留場啟用[1]。
- 1963年（昭和38年）4月 - 電車站改名為伊野商業前停留場[2]。
- 1976年（昭和51年）12月20日 - 設置候車室。
- 2014年（平成26年）10月1日 - 土佐電氣鐵道、高知縣交通（日语：高知県交通）和土佐電Dream Service（日语：土佐電ドリームサービス）合併，土佐電交通成立[4]。成為土佐電交通的電車站。
- 2017年（平成29年）9月1日 - 新設伊野方向乘車處月台。

## 電車站構造
電車站是建造在專用路軌上，設有2面1線的相對式月台上。路軌北邊為播磨屋橋方向月台，南邊為伊野方向乘車處。兩邊的乘車處都在安全島（月台）上。在2017年9月1日前，伊野方向乘車處是位於南邊並行道路上。
月台上設有錫屋頂的候車室，電車站西邊設有行人天橋。

## 電車站周邊
高知縣立伊野商業高等學校位於電車站北邊。曾經此電車站設有許多高校生使用，於1986年（昭和61年）土讚線枝川站啟用後取代了此電車站。伊野線路軌與土讚線路軌之間設有國道33號並行，南邊為大型田園。
- 「伊野商業前」巴士站

## 相鄰電車站
土佐電交通
伊野線
枝川－伊野商業前－北內

## 注腳
1. 1 2  今尾惠介（監修）. . 11 中国四国. 新潮社. 2009: 60. ISBN 978-4-10-790029-6 （日语）.
2. 1 2  《土佐電鉄が走る街 今昔》99・156-158頁
3. 1 2 3  《土佐電鉄が走る街 今昔》48-49頁
4. ↑  上野宏人. . 毎日新聞 (毎日新聞社). 2014-10-02 （日语）.
5. ↑  川島令三. . 【図説】 日本の鉄道. 第2巻 四国西部エリア. 講談社. 2013: 42・94頁. ISBN 978-4-06-295161-6 （日语）.
6. ↑  川島令三.  四国篇. 草思社（日语：草思社）. 2007: 289. ISBN 978-4-7942-1615-1 （日语）.
7. 1 2  . 高知新聞社（日语：高知新聞社）. 1998: 92. ISBN 4-87503-268-4 （日语）.